# إد إيرل
إد إيرل (28 أبريل 1927 بشيكاغو في الولايات المتحدة - 26 مارس 2009 في الولايات المتحدة) (بالإنجليزية: Ed Earle)‏ هو لاعب كرة سلة أمريكي في مركز هجوم صغير الجسم.

## وصلات خارجية
- إد إيرل على موقع إن بي أي (الإنجليزية)
- إد إيرل على موقع سبورتس رفرنس (الإنجليزية)
- إد إيرل على موقع كلية كرة السلة في سبورتس رفرنس.كوم (الإنجليزية)
- إد إيرل على موقع ريلجم (الإنجليزية)
- إد إيرل على موقع بروبوليرز (الإنجليزية)